# Rokliny (Černá Voda)
Rokliny (do roku 1948  Šropengrunt, niem. Schroppengrund) – wieś (osada), część gminy Černá Voda, położona w kraju ołomunieckim, w powiecie Jesionik, w Czechach.